# Castroforte del Baralla
Castroforte del Baralla és el nom d'una ciutat fictícia creada per Gonzalo Torrent Ballester on es desenvolupa la trama de la seva novel·la La saga/fuga de J.B., publicada el 1972, que aquest any va rebre el Premi de la Crítica i el Premi Ciutat de Barcelona.
La seva característica més excel·lent i que la fa diferent a la resta de les ciutats de l'univers real, és que quan els seus habitants es veuen torbats per una emoció o preocupació general, la ciutat levita, s'enlaira i comença a elevar-se, «Una ciutat a cavall entre l'existència i el no-res».

## Anàlisi
Amb caràcter de personatge, Castroforte del Baralla haurà de defensar-se al llarg de tota la novel·la de la perfídia de la vila veïna, Villasanta de la Estrella. Atàvica disputa, la lluita entre les dues ciutats deixa a l'ombra les picabaralles dels homes que les habiten. Torrente Ballester obre amb Castroforte del Baralla un model d'urbanisme fantàstic més proper a Avalon que «l'opressiva realitat d'una Espanya claustrofòbica, dogmàtica i intolerant, dividida i irreconciliable», present en altres ciutats imaginades com l'Orbajosa de Galdós.
En el pla geogràfic-administratiu, Castroforte del Baralla, enfrontada al centralisme de Madrid, ja en el segle xix es va proclamar per primera vegada Cantó Federal Independent, estatus que reclama durant la Segona República Espanyola, arribant a enviar al seu president, Manuel Azaña, un telegrama amb el text següent:
| « | Castroforte del Baralla indiferent davant situació i possibles conseqüències STOP Acabem de proclamar ciutat Cantó independent títol de República STOP Envieu plenipotenciaris per negociar condicions federació STOP Saludacions... | » |

Menys definida (apuntaría seu autor que «a causa de les boires del riu Baralla») que el Yoknapatawpha (1920/1936/1973) de William Faulkner, encara que més concreta que el Macondo (1967) de Gabriel García Márquez, Castroforte del Baralla no va ser no obstant això inclosa per Italo Calvino en el seu catàleg de Les ciutats invisibles, publicat també el 1972, si bé «Castroforte» recull ressons de la «Eudòssia» de Calvino, «que s'estén cap amunt i cap avall».

## La definició d'un J.B.
José Bastida, veí de Castroforte del Baralla, inopinat messies cíclic i protagonista de la novel·la, com a personatge que encapçala la llista dels seus heterònims literaris, tots ells J.B.) analitza i defineix així la seva ciutat, en un breu diàleg final amb Julia:
| « | —Sempre em va semblar que aquest poble no és com els altres, ja veus. —Tens raó. Els altres s'enfonsen. Després, arriba la mar i forma un llac en el qual queda flotant un bressol amb dos nens. Castroforte prefereix les altures. | » |

A manera de teló el propi escriptor conclou:
| « | Castroforte semblava un núvol llunyà, on potser el Rei Artús comencés a proposar al poble la proclamació immediata, definitiva, del Cantó Independent, fins que en el Rellotge de l'Univers sonés l'hora de la tornada. | » |